# Chrysobothris roguensis
Chrysobothris roguensis är en skalbaggsart som beskrevs av Beer 1967. Chrysobothris roguensis ingår i släktet Chrysobothris och familjen praktbaggar. Inga underarter finns listade i Catalogue of Life.